# Sentinel Nunatak
Sentinel Nunatak är en nunatak i Antarktis. Den ligger i Västantarktis. Argentina, Chile och Storbritannien gör anspråk på området. Toppen på Sentinel Nunatak är 270 meter över havet.
Terrängen runt Sentinel Nunatak är kuperad västerut, men österut är den platt. Terrängen runt Sentinel Nunatak sluttar brant österut. Trakten är obefolkad. Det finns inga samhällen i närheten.